# Ulberndorf
Ulberndorf ist ein Ortsteil der sächsischen Großen Kreisstadt Dippoldiswalde im Landkreis Sächsische Schweiz-Osterzgebirge.

## Geographie
Ulberndorf liegt etwa zwei Kilometer südlich von Dippoldiswalde. Durch den Ort fließt die Rote Weißeritz, die in ihrem weiteren Verlauf bei Paulsdorf zur Talsperre Malter aufgestaut wird. Ulberndorf liegt direkt an der Bundesstraße 170 (Dresden – Zinnwald-Georgenfeld).

### Nachbarorte
| Reichstädt | Dippoldiswalde                              | Elend            |
|            | Kompassrose, die auf Nachbargemeinden zeigt | Niederfrauendorf |
| Reichstädt | Obercarsdorf                                | Oberfrauendorf   |

## Geschichte

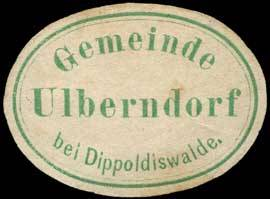
Siegelmarke der Gemeinde Ulberndorf

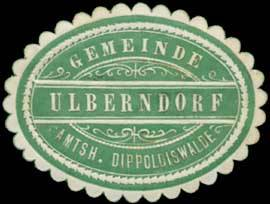
Siegelmarke der Gemeinde Ulberndorf

Der Ort als Waldhufendorf angelegt, wurde 1358 erstmals erwähnt. 1429 wurde der Ort Ulberndorf, welcher zu dieser Zeit noch in Ober- und Niederulberndorf geteilt war, von den Hussiten zerstört. 1463 war Ulberndorf zur Pflege Dippoldiswalde gehörig, ab 1569 zum Amt Dippoldiswalde. Von 1856 bis 1875 gehörte Ulberndorf zum Gerichtsamt Dippoldiswalde, danach zur gleichnamigen Amtshauptmannschaft. Die Bevölkerung Ulberndorfs teilte sich 1925 in 418 evangelisch-lutherische Einwohner und elf Katholiken auf. Am 1. Juli 1950 wurde das benachbarte Dorf Elend eingemeindet. Zwei Jahre später wurde Ulberndorf ein Teil des Kreises Dippoldiswalde, der aus der Amtshauptmannschaft entstand. 1973 wurde der bis dahin eigenständige Ort nach Dippoldiswalde eingemeindet. Die Landkreise Dippoldiswalde und Freital schlossen sich 1994 zusammen und bildeten fortan den Weißeritzkreis, dem Ulberndorf bis zur Fusion mit dem Landkreis Sächsische Schweiz zum Landkreis Sächsische Schweiz-Osterzgebirge angehörte.

### Entwicklung der Einwohnerzahl
Entwicklung der Einwohnerzahl Ulberndorfs:
| Jahr | Einwohner                               |
| ---- | --------------------------------------- |
| 1552 | 25 besessene Mann, 17 Inwohner          |
| 1569 | 13 besessene Mann, 9 Gärtner, 4 Häusler |
| 1764 | 10 besessene Mann, 5 Gärtner, 9 Häusler |
| 1834 | 262                                     |
| 1871 | 316                                     |
| 1890 | 367                                     |
| 1910 | 412                                     |
| 1925 | 437                                     |
| 1939 | 418                                     |
| 1946 | 538                                     |

| Jahr | Einwohner |
| ---- | --------- |
| 1950 | 548       |
| 1964 | 651       |
| 1990 | 556       |
| 2006 | 530       |
| 2007 | 520       |
| 2008 | 523       |
| 2009 | 506       |
| 2010 | 489       |
| 2011 | 498       |
| 2012 | 495       |

| Jahr | Einwohner |
| ---- | --------- |
| 2013 | 491       |
| 2014 | 475       |
| 2015 | 505       |
| 2017 | 501       |
| 2020 | 481       |

### Ortsnamenformen
Der Name des Ortes Ulberndorf änderte sich geschichtlich wie folgt:
- 1350: Alberndorf
- 1422: Olbirndorff
- 1466: Albendorff
- 1539: Obermelbendorf, Nidermelbendorf
- 1555/56: Obir vnd Nieder Olberndorff
- 1565: Moldendorff
- 1589: Mülbendorf
- 1609: Vlberndorff
- 1875: Ulberndorf